# Nasim Pedrad

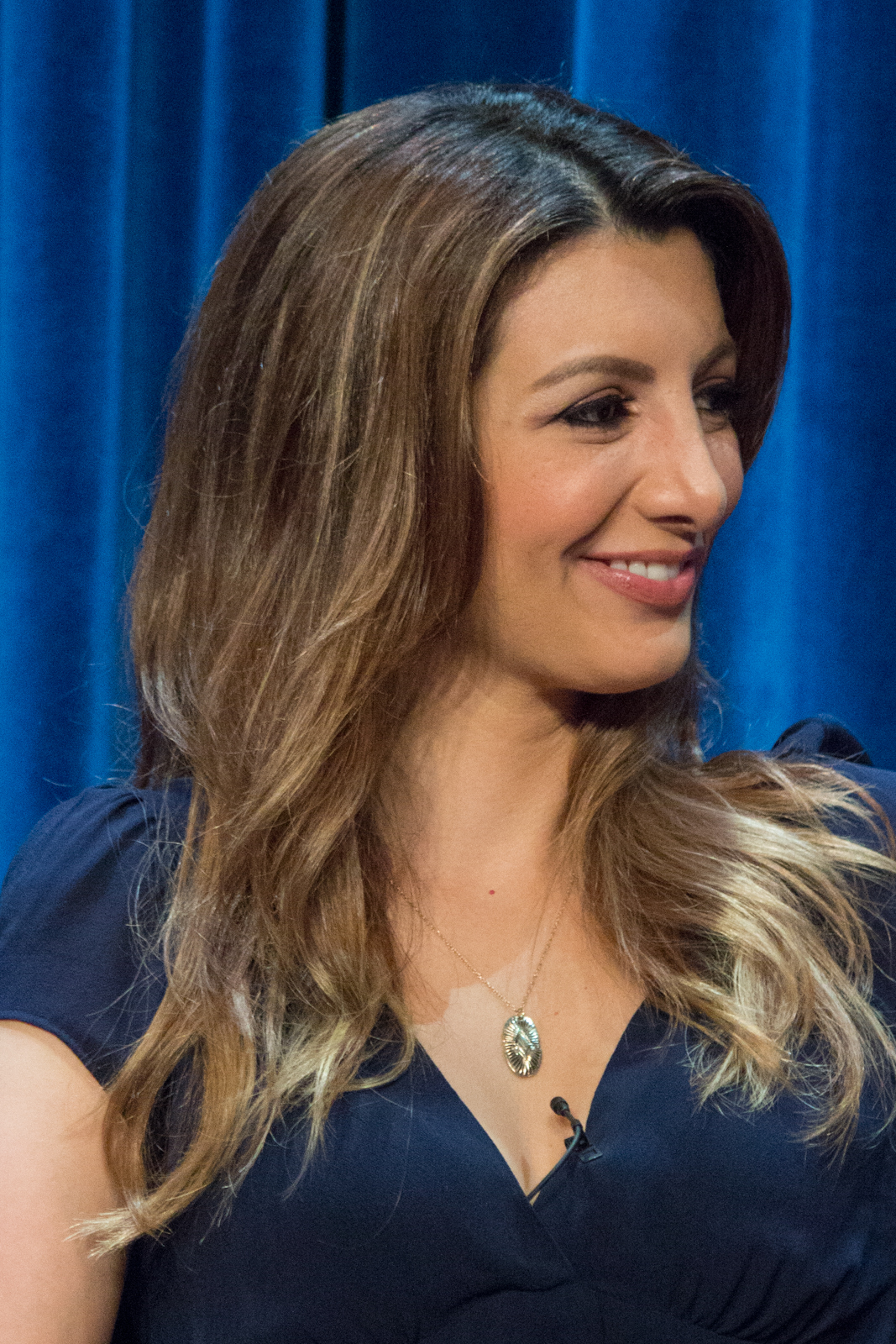
Nasim Pedrad, 2014

Nasim Pedrad (persisch نسیم پدراد; * 18. November 1981 in Teheran) ist eine iranisch-US-amerikanische Schauspielerin und Komikerin. Von 2015 bis 2018 spielte sie die Rolle der Aly Nelson in der Sitcom New Girl. Von 2009 bis 2014 war sie Teil des Ensembles von Saturday Night Live.

## Jugend
Nasim Pedrad wurde im Iran in Teheran als Tochter von Arasteh Amani und Parviz Pedrad geboren. Der persische Name Nasim bedeutet frischer Wind. Der Vater wanderte in die USA aus. Sie lebte zunächst mit ihrer Mutter in Deutschland. Im Alter von drei Jahren folgten sie und ihre Mutter dem Vater nach Amerika. Nasim Pedrad hat eine jüngere Schwester mit Namen Nina, die Comedy-Drehbücher schreibt. Beide Schwestern sprechen fließend persisch. Sie wuchsen in Kalifornien in Irvine auf. Nach einem High-School-Abschluss besuchte sie bis 2003 die UCLA School of Theater, Film and Television. Sie war Mitglied der UCLA Spring Sing Company.

## Filmografie (Auswahl)
- 2006: Gilmore Girls (Fernsehserie, Folge 6x16)
- 2007–2009: Emergency Room – Die Notaufnahme (ER, Fernsehserie, 9 Folgen)
- 2009–2014: Saturday Night Live
- 2014: Cooties
- 2015: Scream Queens (Fernsehserie, 10 Folgen)
- 2015–2018: New Girl (Fernsehserie, 28 Folgen)
- 2017: People of Earth
- 2018: Brooklyn Nine-Nine (Fernsehserie, Folge 5x17)
- 2019: Corporate Animals
- 2019: Aladdin
- 2020: Desperados
- 2020–2024: Chad (Fernsehserie, 18 Folgen)
- 2023: Wish (Stimme)
- 2023–2025: Star Wars: Die Abenteuer der jungen Jedi (Star Wars: Young Jedi Adventures, 26 Folgen, Stimme)
- 2024: Angry Birds: Mystery Island (Fernsehserie, 24 Folgen, Stimme)
- 2025: High Potential (Fernsehserie, Folge 1x11)